# Šumadijska divizija (Kraljevina Jugoslavija)
Šumadijska divizija je bila pehotna divizija Vojske Kraljevine Jugoslavije, ki je bila uničena med aprilsko vojno.
Divizijski štab je bil nastanjen v Kragujevcu.

## Organizacija
1. september 1939
- štab (Kragujevac)

- 4. pehotni polk (Užice)
- 12. pehotni polk (Kruševac)
- 19. pehotni polk (Kragujevac)
- 3. samostojni artilerijski divizion (Kragujevac)
- 19. artilerijski polk (Čačak)